# Премия TVyNovelas за лучшую детскую роль
Премия TVyNovelas за лучшую детскую роль (исп. Mejor actuación infantil ) — престижная ежегодная награда за лучшую роль, исполненную ребёнком в телепродукции производства телекомпании Televisa, присуждаемая в рамках премии TVyNovelas. Первая награда в этой номинации была вручена в 1983 году Лусеро за работу в телесериале «Искорка». В настоящее время премию в данной номинации не вручают. Последнюю премию в этой номинации получил Октивио Оканья за роль в молодёжной теленовелле «Лола: Давным-давно» на 26-й торжественной церемонии награждения в 2008 году.

## Номинанты и победители
В списке приведены сведения о номинантах и победителях, сгруппированные по церемониям (годам) и десятилетиям. В таблицы включены имена актёров и названия теленовелл, шоу или сериалов, за которые получена номинация.
Победители каждого года указаны первыми в списке, выделены полужирным шрифтом на золотом фоне.

### 1980-е
| Год  | Актёр / Актриса    | Название теленовеллы           |
| ---- | ------------------ | ------------------------------ |
| 1983 | Карлос Эспехель    | Чикильидас                     |
| 1983 | Лусеро             | Искорка                        |
| 1984 | Армандо Арайса     | Проклятие                      |
| 1984 | Ана Патрисия Рохо  | Проклятие                      |
| 1985 | Карлос Эспехель    | Чикильидас                     |
| 1985 | Найелли Салдивар   | Гваделупе                      |
| 1986 | Сесар Адриан Чавес | Анхелика                       |
| 1986 | Карлос Эспехель    | Чикильидас                     |
| 1986 | Кристофер Лаго     | Принцесса                      |
| 1986 | Луис Марио Кирос   | В какой бардак ты меня втянул? |
| 1986 | Пьерре Анхело      | Чикильидас                     |
| 1986 | Найелли Салдивар   | В ожидании тебя                |
| 1986 | Джинни Хоффман     | Чикильидас                     |
| 1986 | Ивонн и Иветт      | Чикильидас                     |
| 1986 | Питука и Петака    | Чикильидас                     |
| 1988 | Пьерре Анхело      | Чикильидас                     |

### 1990-е
| Год  | Актёр / Актриса         | Название теленовеллы     |
| ---- | ----------------------- | ------------------------ |
| 1990 | Хорхе Гранильо          | Карусель                 |
| 1990 | Джозеф Бисч             | Карусель                 |
| 1990 | Оскар Вальехо           | Тереса                   |
| 1990 | Людвика Палета          | Карусель                 |
| 1990 | Алеханда Гольяс         | Моя вторая мама          |
| 1990 | Флор Мариана            | Моя вторая мама          |
| 1991 | Хаир де Рубин           | Дни без луны             |
| 1991 | Алехандро Каитан        | Дни без луны             |
| 1991 | Эрик Санчес             | Судьба                   |
| 1991 | Карен Беатрис           | Судьба                   |
| 1991 | Рикардо де Паскуаль мл. | Пепел и алмазы           |
| 1992 | Луис Гильермо Мартель   | Шаловливая мечтательница |
| 1992 | Анаи                    | Матери-эгоистки          |
| 1992 | Хосе Мария Торре        | Ничья любовь             |
| 1993 | Людвика Палета          | Дедушка и я              |
| 1993 | Гаэль Гарсиа Берналь    | Дедушка и я              |
| 1993 | Альфредо Гутьеррес      | Мария Мерседес           |
| 1993 | Луис Гильермо Мартель   | Американские горки       |
| 1993 | Калимба Маришал         | Американские горки       |
| 1995 | Марисоль Сентено        | Розовые шнурки           |
| 1995 | Алан Фернандо           | Кристальная империя      |
| 1995 | Алиса Велес             | Пленница любви           |
| 1995 | Фелипе Коломбо          | Розовые шнурки           |
| 1995 | Сорайда Гомес           | Кристальная империя      |
| 1997 | Даниэла Лухан           | Лус Кларита              |
| 1997 | Элиасар Гомес           | Лус Кларита              |
| 1997 | Паула Санчес            | Вина                     |

### 2000-е
| Год  | Актёр / Актриса   | Название теленовеллы |
| ---- | ----------------- | -------------------- |
| 2001 | Белинда           | Друзья на всегда!    |
| 2001 | Даниэла Аэдо      | Личико ангела        |
| 2006 | Данна Паола       | Пабло и Андреа       |
| 2006 | Макарена Мигель   | Мечты и карамель     |
| 2006 | Сантьяго Эрнандес | Мечты и карамель     |
| 2006 | Нашла Агилар      | Мечты и карамель     |
| 2006 | Себастьян         | Супруга девственница |
| 2008 | Октавио Оканья    | Лола: Давным-давно   |
| 2008 | Данна Паола       | Девочки, как вы      |
| 2008 | Сантьяго Эрнандес | Улица Сезам          |

## Рекорды и достижения
- Актёры, получившие наибольшее количество наград (2):
  - Карлос Эспехель[исп.]
  - Найелли Салдивар
  - Людвика Палета
- Актёр, имеющий самое большое количество номинаций (3):
  - Карлос Эспехель[исп.]
- Актёры, победившие в номинации за одну и ту же роль:
  - Лусеро (Искорка, 1983) и Даниэла Лухан[исп.] (Лус Кларита[исп.], 1997)
- Самые молодые победители в номинации (9 лет):
  - Даниэла Лухан[исп.]
  - Октавио Оканья
- Самая молодая номинанка на пемию:
  - Даниэла Аэдо — 6 лет
- Самый старший победитель в номинации:
  - Пьерре Анхело[исп.] — 16 лет
- Самый старший номинант на премию:
  - Хосе Мария Торре — 15 лет
- Актрисы, победившие с самым маленьким интервалом между победами:
  - Найелли Салдивар (Гваделупе, 1985 и В ожидании тебя[исп.], 1986) — 1 год
- Актрисы, победившие с самым большим интервалом между победами:
  - Людвика Палета (Карусель, 1990 и Дедушка и я, 1993) — 3 года
- Актрисы-иностранки, победившие в номинации:
  - Людвика Палета — Польша
  - Белинда — Испания